# Pablo Bernal

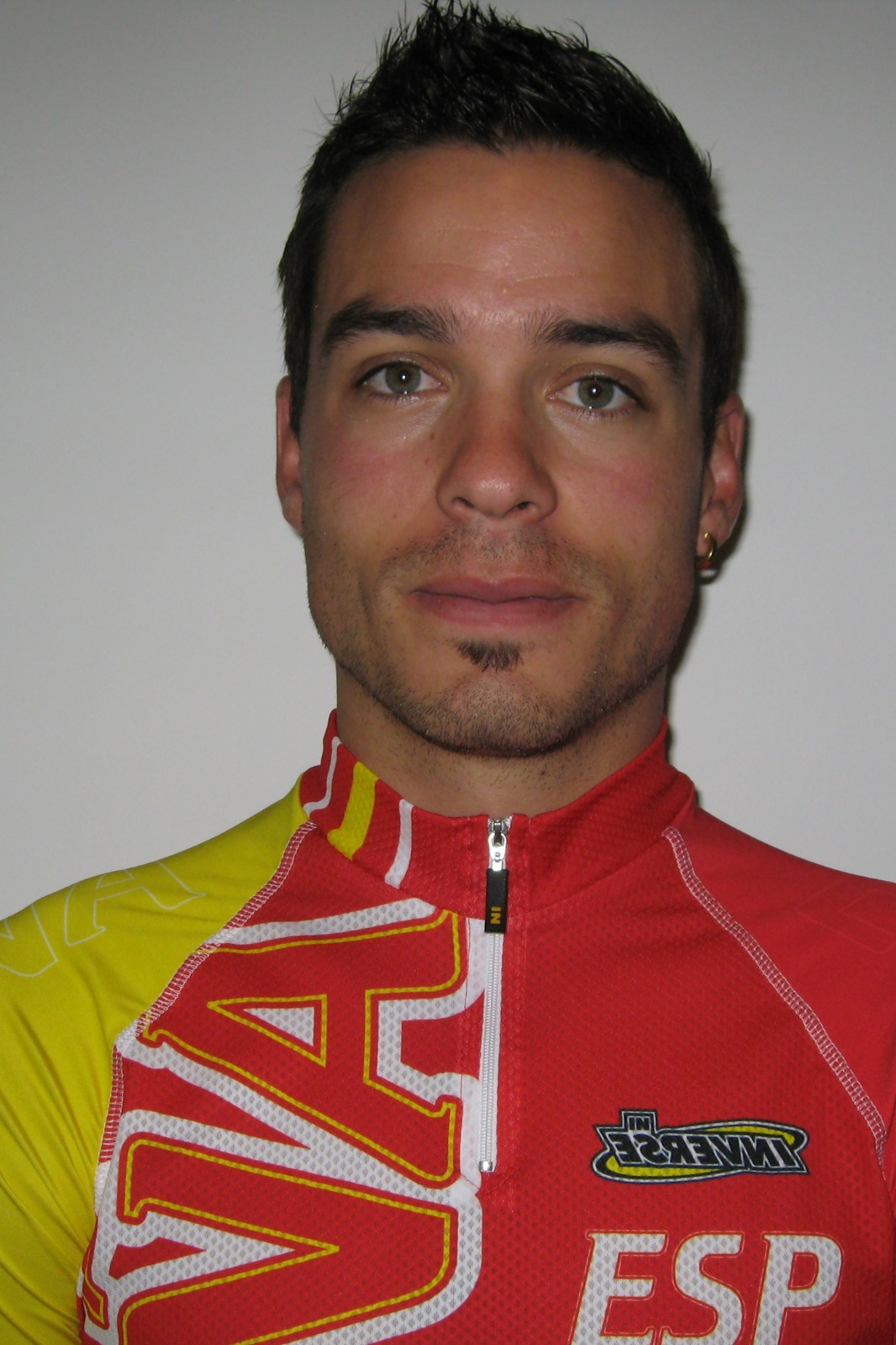
Pablo Bernal, 2012

Pablo Aitor Bernal Rosique (* 25. August 1986 in Alhama de Murcia) ist  ein spanischer Bahnradsportler.
2003 wurde Pablo Bernal spanischer Doppel-Juniorenmeister im Scratch sowie im Zweier-Mannschaftsfahren (gemeinsam mit José Antonio Baños). 2007 wurde er spanischer Meister im Scratch (U23).  Er  erreichte zahlreiche Podiumsplätze bei nationalen Bahn-Meisterschaften sowie bei Europameisterschaften, in verschiedenen Bahnradsportdisziplinen und Altersklassen.
Bei den UEC-Bahn-Europameisterschaften 2010 in Pruszków wurde der spanische Bahn-Vierer mit Bernal, Unai Elorriaga, Asier Maeztu und David Muntaner Vierter. Sowohl 2011 wie auch 2012 wurde Bernal bei Bahn-Weltmeisterschaften jeweils Fünfter in der Mannschaftsverfolgung; 2011 gemeinsam mit Eloy Teruel, Maeztu und Muntaner, 2012 mit Maeztu, Sebastián Mora und Albert Torres.
2012 startete Bernal gemeinsam mit Teruel, Mora, Muntaner und Torres bei den Olympischen Spielen in London in der Mannschaftsverfolgung. Das Team belegte Rang sechs.